# 須田剛一
須田 剛一（すだ ごういち、1968年1月2日 - ）は、ゲームデザイナー、ゲームディレクター、シナリオライター。株式会社グラスホッパー・マニファクチュアCEO。SUDA51という名前もたびたび使う。

## 人物・作風
元コナミの小島秀夫、元カプコンの三上真司と交流があり、また映画的、実写的文法に説得力を持たせてゲーム内容に活かす制作スタイルを取る両者を尊敬している。小島からは、氏が制作したMSX時代のソフトに強く感銘を受け、自身も造詣の深い洋楽をはじめとした音楽について共通の話題を持つことが多い。三上からはゲームの制作に置ける姿勢と文法において、近年大きく影響受けたことが語られている。
自身の作風とは大きく異なる任天堂、ひいては同社の宮本茂に対しても敬意を払っている。近年のインタビューでは、幅広いユーザー層に対してソフトラインナップを揃える任天堂が手を出さないと思われるジャンルの作品を、同社のハードへと提供することに使命感を見せた（『killer7』以降の作品がそれに当たる）。なお、自身のクリエイターとしての最終目標は、宮本が手がけたような「万人向け」作品であると答えている（宮本の言う「万人向け」は、ライトユーザー、コアユーザー、老若男女問わず満足して貰える作品を指す）。
シナリオだけでなく、『トワイライトシンドローム』、『花と太陽と雨と』、『ノーモア★ヒーローズ』、『解放少女』等作品に使われる歌曲の作詞もしばしば担当する。
プロレスファンであり、作品に於いてもプロレスラー（モブキャラでもプレイヤーキャラでも）が登場するゲームが多いほか、物語中に何の前触れも無くプロレスネタ（小川直也のセリフを暗号に用いるなど）を仕込む特徴がある。
また、冬葉スミオ（『ムーンライトシンドローム』）、コダイスミオ（『シルバー事件』）、モンドスミオ（『花と太陽と雨と』）や『killer7』のマスク・ド・スミス、『ノーモア★ヒーローズ』にて毎回ボス戦前に主人公に手紙を残す人物M.S.のように作品をまたいで同名のキャラクターを出す点も特徴的で、これに関して須田は「手塚治虫のスター・システムに影響を受けていると思う」とインタビューで語っている。
なお、日本国外で「SUDA51」とされているのは、須田「ごういち」→　SUDA「51」としたもので、トレイラービデオや本編中のスタッフロールでもこの表記が用いられている。
元葬儀屋。また、グラスホッパー社に入社する前はテレビ朝日でニュース番組の小道具係としてフリップの作成をしていたことをファミ通WaveDVDの自身の出演していたコンテンツ番組内で告白した。
シナリオライター・佐藤直子曰く『SIREN』の主人公・須田恭也の姓の由来であるとのこと

## 経歴
- 1968年 小林剛一として長野県上田市で生まれる。（育ちは長野市）
- 1975年 両親の離婚により須田剛一に名字を変更する。
- 1993年 ヒューマンにプランナーとして入社。
- 1994年 『スーパーファイヤープロレスリングIII FINALBOUT』（SFC）でディレクターデビュー。続く1995年の『スーパーファイヤープロレスリングSPECIAL』(SFC）ではシナリオも手がける。
- 1996年 『トワイライトシンドローム〜探索編〜』（PS）、1997年『トワイライトシンドローム〜究明編〜』（PS）のディレクターを経て、1997年『ムーンライトシンドローム』で再びディレクション及びシナリオ執筆を担当。
- 1998年 株式会社グラスホッパー・マニファクチュア設立。
- 1999年 『シルバー事件』（PS）を発表。ディレクション、シナリオを手がける。
- 2001年 『花と太陽と雨と』（PS2）を発表。ディレクション、シナリオを手がける。
- 2004年 『michigan』（PS2）を発表。初のプロデュースワークとゲームデザインを担当。
- 2005年 『killer7』（GC/PS2）発表。ディレクション、シナリオを担当。国外において須田の存在感をアピールすることとなった[3]。
- 2006年 『サムライチャンプルー』（PS2）発表。ディレクション、シナリオを担当。アニメ作品『サムライチャンプルー』をチャンバラアクションゲーム化。
- 2006年 『BLOOD+ ONE NIGHT KISS』（PS2）発表。ディレクション、シナリオを担当。『BLOOD+』のメディアミックス作品の一つ。
- 2007年 『ノーモア★ヒーローズ』（Wii）発売。ディレクション、シナリオを担当。
- 2008年 『零 月蝕の仮面』（Wii）発表。テクモの菊池啓介と柴田誠と共に任天堂の監修の下、ディレクション、シナリオを担当。
- 2008年 『花と太陽と雨と』がニンテンドーDSに移植。同時期に『シルバー事件』と『シルバー事件25区』の移植も予定されていたが実現しなかった。
- 2010年 『ノーモア★ヒーローズ2 デスパレート・ストラグル』が北米で発売。ディレクション、シナリオを担当。同年10月に国内発売。また国内版限定BOXのDVD『NO MORE HEROES 1.5』でもシナリオを担当。
- 2011年 『ヒデラジ』放送300回記念のラジオドラマ『SUDA51'S SDATCHER』の脚本を担当し、フレディ・ニールセン役の声優として出演した。
- 2011年 『killer7』に続く三上真司とのタッグ作品『シャドウ・オブ・ザ・ダムド』（PS3/360）を発売。
- 2011年11月 グラスホッパー・マニファクチュアとディー・エヌ・エーが共同出資により株式会社グラスホッパー・ユニバースを設立。代表取締役社長に就任。
- 2012年 オムニバスソフト『GUILD01』（3DS）収録作『解放少女』を手掛ける。続編『解放少女 SIN』（PS3）も発売されるが、監修と一部シナリオ執筆に留まる。
- 2012年 『ロリポップチェーンソー』（PS3/360） を盟友である安田善巳と共に手掛ける。
- 2013年3月末をもって株式会社グラスホッパー・ユニバース代表取締役社長を退任。
- 2013年 再び安田善巳と共に、『Killer7』『ノーモア★ヒーローズ』に続く「殺し屋シリーズ」第三弾として『KILLER IS DEAD』（PS3/360/Win）を発売。
- 2013年 ガンホー傘下初作品として『リリィ・ベルガモ』を発表するが、後に『LET IT DIE』へと方向転換する形で消滅（森下一喜は「昇華」と呼んでいる）[4]。『LET IT DIE』（PS4/Win）は2017年に発売された。
- 2014年 劇場用短編オムニバス映画作品『SHORT PEACE』の5番目の作品という位置付けで『月極蘭子のいちばん長い日』の原作・シナリオを担当。『月極～』と『SHORT PEACE』を同梱した『SHORT PEACE 月極蘭子のいちばん長い日』（PS3）を発売する。
- 2017年 『ファイヤープロレスリング ワールド』にて、自身のシナリオデビュー作である『スーパーファイヤープロレスリングSPECIAL』の続編を執筆。約20年ぶりにファイプロに携わることになった。
- 2018年 『シルバー事件』と『シルバー事件25区』を収録したリマスター版『シルバー2425』(PS4)を発売。ニンテンドーDS版の頓挫から10年を経ての移植となった。
- 2019年 『ノーモア★ヒーローズ』のスピンオフ作品『Travis Strikes Again: No More Heroes』（Switch）を発売。同年にPS4とSteamで完全版も発売された。
- 2021年 約10年ぶりのナンバリングタイトルにして、シリーズ完結作『ノーモア★ヒーローズ3』（Switch）を発売。翌年にはPS4、PS5、Xbox One、Xbox Series X/Sでも発売された。
- 2023年 SWERY（末弘秀孝）とのタッグによる2.5Dスラッシャーフィルムパロディックアクションゲーム『Hotel Barcelona』（XSX、XSS、Steam）を発表。
- 2024年 『シャドウ・オブ・ザ・ダムド』のリマスター版『シャドウ・オブ・ザ・ダムド：ヘラ リマスタード』（PS5/PS4/One/XSX/XSS/Switch/PC）を発売。近い時期には同コンセプトの『ロリポップチェーンソーRePOP』も発売しているが、こちらには携わっていない。

## 作品

### ゲーム
- ファイヤープロレスリングシリーズ
  - スーパーファイヤープロレスリングIII FINALBOUT（1994年、SFC）ディレクター
  - スーパーファイヤープロレスリングSPECIAL（1995年、SFC）ディレクター、シナリオ
  - ファイヤープロレスリング ワールド（2017年、PC/PS4）シナリオ
- トワイライトシンドロームシリーズ
  - トワイライトシンドローム〜探索編〜（1996年、PS）ディレクター
  - トワイライトシンドローム〜究明編〜（1996年、PS）ディレクター、シナリオ
  - ムーンライトシンドローム（1997年、PS）ディレクター、シナリオ
- シルバー事件シリーズ
  - シルバー事件（1999年、PS） ディレクター、シナリオ
    - The Silver Case (2016年、PC)  プロデューサー

  - シルバー事件25区（2005年、携帯アプリ）ディレクター、シナリオ
    - シルバー2425 (2018年、PS4/Switch)  プロデューサー
- 花と太陽と雨と（2001年、PS2）ディレクター、シナリオ
  - 花と太陽と雨と 終わらない楽園（2008年、DS）監修
- シャイニングソウル（2001年、GBA）プロデューサー
  - シャイニングソウルII（2003年、GBA）プロダクトマネージャー、ストーリー設定、シナリオ
- michigan（2002年、PS2）原案、編集
- killer7（2005年、GC/PS2；2019年、PC）原案、ディレクター、シナリオ、ゲームデザイン
- サムライチャンプルー（2006年、PS2）ディレクター、シナリオ
- コンタクト（2006年、DS）プロデューサー
- BLOOD+ ONE NIGHT KISS（2006年、PS2）ディレクター、シナリオ
- 龍が如く2（2006年、PS2、声優としてゲスト参加）
- ノーモア★ヒーローズシリーズ
  - ノーモア★ヒーローズ（2007年、Wii）ディレクター 、シナリオ、ゲームデザイン
    - ノーモア★ヒーローズ 英雄たちの楽園（2010年、PS3/360）監修

  - ノーモア★ヒーローズ2 デスパレート・ストラグル（2010年、Wii）エグゼクティブディレクター 、シナリオ
  - ノーモア★ヒーローズ ワールドランカー（2012年、iOS/Android）プロデュース
  - Travis Strikes Again: No More Heroes（2019年、Switch/PS4/PC）ディレクター 、シナリオ、ゲームデザイン
  - ノーモア★ヒーローズ3（2021年、Switch/PS4/PS5/One/XSX/XSS）ディレクター、シナリオ
- 零 月蝕の仮面（2008年、Wii）ディレクター、シナリオ
- Frog Minutes（2011年、iOS）エグゼクティブプロデューサー、オリジナルコンセプト
- ヱヴァンゲリヲン新劇場版–サウンドインパクト-（2011年、PSP）エグゼクティブプロデューサー
- シャドウ・オブ・ザ・ダムド（2011年、PS3/360）エグゼクティブディレクター、シナリオ
  - シャドウ・オブ・ザ・ダムド：ヘラ リマスタード（2024年、PS5/PS4/One/XSX/XSS/Switch/PC）プロデューサー
- Diabolical Pitch（2012年、XBLA）エグゼクティブプロデューサー
- Sine Mora（2012年、XBLA）エグゼクティブディレクター[注釈 1]
- 解放少女（2012年、3DS）原案、クリエイティブディレクター
- ロリポップチェーンソー（2012年、PS3/360）クリエイティブディレクター[注釈 2]
- BLACK KNIGHT SWORD（2013年、PS3/360）エグゼクティブプロデューサー、シナリオ
- KILLER IS DEAD（2013年、PS3/360）エグゼクティブディレクター、シナリオ
- SHORT PEACE 月極蘭子のいちばん長い日 (2014年、PS3) 原作、脚本、総合ディレクター
- アトム：時空の果て（2017年、PC）イラストディレクション（ブラック・ジャック）
- LET IT DIE（2017年、PS4）エグゼクティブディレクター
- Hotel Barcelona（2025年、XSX/XSS/PC）原案

### ラジオドラマ
- SUDA51's SDATCHER（脚本/フレディ・ニールセン役）2011年

### Web
- 『日本アニメ（ーター）見本市』 『月影のトキオ』(2015年：原作・脚本）

### 漫画
- 暗闇ダンス（2015年〜2016年：原作）※作画は竹谷州史

## ディレクション作品受賞歴
- 『killer7』
  - スウェーデンのゲーム誌「RESET」>>「Besta manus 2006（ベストシナリオ2006）」を受賞
  - イギリスのゲーム誌「EDGE」>>「THE EDGE AWARDS 2005」で「BEST VISUAL DESIGN」「BEST AUDIO DESIGN」を受賞
  - アメリカのゲーム情報サイト「IGN.com」>>「THE BEST OF 2005」で「BEST ADVENTURE GAME」「BEST STORY」「BEST GAME NO ONE PLAYED」を受賞
  - アメリカのゲーム情報サイト「GAME SPOT」>>「BEST OF 2005」で「Best New Character」「Most Innovative Game」を受賞
  - 「週刊ファミ通」>>「2005 ゲーコロ的ベスト・オブ・イヤー」を受賞
- 『ノーモア★ヒーローズ』
  - アメリカのゲーム情報サイト「IGN.com」>>「THE BEST OF 2008」で「WII BEST ACTION」「WII BEST STORY」を受賞
  - アメリカのゲーム情報サイト「GAME SPOT」>>「BEST OF 2008」で「Best Wii game」「Best Original IP」「Editor's Choice Award」を受賞
  - イギリスのゲーム誌「NGamer」>>「NGamer's Golden Mario Awards」で「Best Game Character」を受賞
  - アメリカのゲーム誌「GamePro」>>「Wii Game of the Year」「Game of the Month/Editors' Choice」を受賞
  - 多国籍ゲーム情報サイト「Kotaku」>>「Judges' Choice 2008 (1 of 7)」を受賞
- 『ノーモア★ヒーローズ2 デスパレート・ストラグル』
  - 第14回文化庁メディア芸術祭 エンターテインメント部門 審査委員会推薦作品選出
  - IGN >> Funniest Game ※編集部選出、読者選出の両部門で受賞
  - Games Radar >> Best Game You've Already Forgotten
  - GamrReview >> Best Action/Adventure